# Zmożna Wola
Zmożna Wola [pronunciación en polaco: /ˈzmɔʐna ˈvɔla/] es un pueblo ubicado en el distrito administrativo de Gmina Rozprza, dentro del Distrito de Piotrków, Voivodato de Łódź, en Polonia central. Se encuentra aproximadamente a 7 kilómetros al este de Rozprza, a 12 kilómetros al sur de Piotrków Trybunalski, y a 57 kilómetros al sur de la capital regional Łódź.